# Thiouville
Thiouville is een gemeente in het Franse departement Seine-Maritime (regio Normandië) en telt 311 inwoners (2015). De oppervlakte bedraagt 5,9 km², de bevolkingsdichtheid is 53 inwoners per km². De plaats maakt deel uit van het arrondissement Le Havre.

## Geografie
De onderstaande kaart toont de ligging van Thiouville met de belangrijkste infrastructuur en aangrenzende gemeenten.

## Demografie
Onderstaande figuur toont het verloop van het inwonertal (bron: INSEE-tellingen).